# Нижнежиримское сельское поселение
Се́льское поселе́ние «Нижнежиримское» (бур. Доодо Жиримын hомон) — муниципальное образование в Тарбагатайском районе Бурятии Российской Федерации.
Административный центр — село Нижний Жирим.

## История
Статус и границы сельского поселения установлены Законом Республики Бурятия от 31 декабря 2004 года № 985-III «Об установлении границ, образовании и наделении статусом муниципальных образований в Республике Бурятия».

## Население
| 2002 | 2011 | 2012 | 2013 | 2014 | 2015 | 2016 |
| ---- | ---- | ---- | ---- | ---- | ---- | ---- |
| 497  | ↘459 | ↘456 | ↘454 | ↘444 | ↗449 | ↘442 |
| 2017 | 2018 | 2019 | 2020 | 2021 | 2023 | 2024 |
| ↘427 | ↘420 | ↘401 | ↘382 | ↗470 | ↘453 | ↘438 |

## Состав сельского поселения
| № | Населённый пункт | Тип населённого пункта       | Население |
| - | ---------------- | ---------------------------- | --------- |
| 1 | Нижний Жирим     | село, административный центр | ↘438      |